# Alan de Veritch
Alan de Veritch (nascut el 18 de juliol de 1947), és un violista i professor de viola nord-americà. Va estudiar amb William Primrose i va actuar a la Filharmònica de Los Angeles durant almenys deu anys. Ha ensenyat viola a diverses universitats i va ser president de l'American Viola Society des de 1990 fins a 1994. Va interpretar la viola italiana moderna Jago peternella.

## Primers anys i carrera en solitari
El talent de De Veritch va cridar l'atenció de William Primrose quan tenia dotze anys després d'aparicions en solitari amb la Filharmònica de Los Angeles, i Primrose el va acceptar com a estudiant. Mentre estudiava amb Primrose, la seva carrera va començar ràpidament. Als 16 anys, De Veritch va empatar al primer lloc al "National String Competition" de Washington, D.C., el violista més jove i primer a rebre aquest honor. A la primavera de 1965, De Veritch va ser un dels tres estudiants músics convidats a actuar amb Jascha Heifetz a la Universitat del Sud de Califòrnia. Més tard aquell any, De Veritch es va matricular a l'Escola de Música de la Universitat d'Indiana i va ser presentat com a solista amb la University Concert Orchestra a l'octubre. Va tocar en solitari amb la Pasadena Symphony a la primavera de 1966, i al Festival de Música de Juny d'Albuquerque. El 1969, De Veritch va ser nomenat guanyador de l'"Emma Feldman National String Competition", de nou el primer violista a rebre aquest honor. De Veritch va ser un solista destacat amb la Filharmònica de Los Angeles 1972 1975, i 1976. De Veritch va treballar estretament amb l'American Viola Society durant molts anys i va ser un intèrpret convidat al XVII Congrés Internacional de Viola de 1989.

## Implicació de cambra i orquestra
Tot i que va mantenir una carrera en solitari, De Veritch també va ser membre de diferents orquestres al llarg de la seva vida. Es va incorporar a la Filharmònica de Los Angeles l'any 1970 com a violista principal assistent, i va passar deu anys com a violista principal amb Zubin Mehta i Carlo Maria Giulini. De Veritch ha participat àmpliament en actuacions de música de cambra amb "grans" com Josef Gingold i Ralph Berkowitz. Va ser el violista principal de l'Orquestra Marina dels Estats Units i el 1975 va ser membre del Trio de Miraflores. de Veritch també ha actuat amb la Filharmònica de Nova York, Sunset Chamber Consort, An die Musik i l'Aldanya String Quartet. Va ser el fundador i membre del Quartet de corda de la Casa Blanca.

## Carrera docent i enregistraments
De Veritch ha ensenyat a molts dels violistes més importants del món, com ara Paul Neubauer, James Dunham i Nokuthula Ngwenyama. Va ser membre de la facultat de corda de la Universitat de Califòrnia durant diversos anys, i va actuar com a cap del departament de viola de l'Institut de les Arts de Califòrnia i va ensenyar a la Jacobs School of Music de la Universitat d'Indiana fins a la primavera de 2012. Va exercir com a president de la American Viola Society de 1990 a 1994. També ha gravat per a centenars de bandes sonores de pel·lícules, a més de produir els seus propis enregistraments de repertori estàndard de viola. A més, va escriure un llibre titulat The Art of Sensuality and its Impact on Great String Playing. De Veritch ha ensenyat a molts dels violistes més importants del món, com ara Paul Neubauer, James Dunham i Nokuthula Ngwenyama. Va ser membre de la facultat de corda de la Universitat de Califòrnia durant diversos anys, i va actuar com a cap del departament de viola de l'Institut de les Arts de Califòrnia i va ensenyar a la Jacobs School of Music de la Universitat d'Indiana fins a la primavera de 2012. Va exercir com a president de la American Viola Society de 1990 a 1994. També ha gravat per a centenars de bandes sonores de pel·lícules, a més de produir els seus propis enregistraments de repertori estàndard de viola. A més, va escriure un llibre titulat The Art of Sensuality and its Impact on Great String Playing.